# Thác Bạt Nghi
Thác Bạt Nghi (giản thể: 拓跋仪; phồn thể: 拓跋儀, ? – 409), là tướng lĩnh và hoàng thân, khai quốc công thần nhà Bắc Ngụy trong lịch sử Trung Quốc.

## Xuất thân
Ông nội Thác Bạt Nghi là Thác Bạt Thập Dực Kiền, ông vua của cuối cùng của nước Đại thời Thập Lục Quốc. Cha là Tần Minh vương Hàn, con trai thứ ba của Thập Dực Kiền. Ông là anh trai của Thác Bạt Liệt, Thác Bạt Cô, là em họ và em cùng mẹ của Bắc Ngụy Đạo Vũ đế Thác Bạt Khuê.
Thác Bạt Nghi mình dài 7 thước 5 tấc, mặt mũi rất lớn, mày râu đẹp đẽ, có mưu lược, từ nhỏ đã rành việc múa kiếm.
Nghi sức lực hơn người, gương cung nặng đến 10 thạch, thời bấy giờ ca ngợi là "Vệ vương Cung, Hoàn vương Sóc", tề danh với Trần Lưu công Thác Bạt Kiền (được truy tặng Hoàn vương) sử dụng cây sóc rất lớn.

## Đối đáp Mộ Dung, mưu diệt Hậu Yên
Khi Thác Bạt Khuê lánh nạn ở bộ lạc Hạ Lan, ông ở bên cạnh hầu hạ. Lúc mới dựng nước, ban tước Cửu Nguyên công; theo Thác Bạt Khuê đánh phá các bộ lạc, có công tham mưu.
Khi Thác Bạt Khuê sắp quyết chiến với Mộ Dung Thùy, sai Nghi đến Hậu Yên dò xét. Bấy giờ Thùy hỏi tại sao Khuê không tự đến, Nghi nói: "Từ tổ tiên của chúng ta đến nay, đời đời sống ở phương bắc, con cháu được kế thừa, không để mất tình cố cựu. Tổ tiên của chúng tôi được nhà Tấn chính sóc, ban tước Đại vương, cùng với nước Yên đời đời có tình anh em. Việc Nghi phụng mệnh đến đây, về lý không có gì sai!"
Thùy muốn áp đảo Nghi, nhân thế mới nói đùa rằng: "Uy danh của ta vang khắp 4 biển, chủ của ngươi không tự đến, sao gọi là không sai!?" Nghi đáp lại: "Yên nếu không sửa văn đức, muốn cậy mạnh dấy binh, đấy sẽ là việc của tướng soái bản triều, không phải việc Nghi có thể biết được!"
Ông trở về đô thành gặp Khuê, hồi báo rằng: "Thùy chết rồi mới có thể tính được, bây giờ thì chưa!" Khuê giả vờ biến sắc mặt, hỏi tại sao, Nghi nói: "Thùy tuổi đã về chiều, mà con ông ta là Bảo nhu nhược, mưu không thể quyết. Mộ Dung Đức tự phụ mình có tài năng, không phải bề tôi của 1 ông vua nhu nhược. Đợi cho bọn chúng phát sinh nội loạn, khi ấy mới có thể tính được!" Khuê đồng ý. Sau đó được cải phong làm Bình Nguyên công.

## Công - danh trọn vẹn, được nhiều sủng hạnh
Thác Bạt Khuê chinh thảo Lưu Vệ Thần, Nghi theo đường riêng tấn công, bắt được đầu và thây của Vệ Thần, truyền đầu đến hành cung. Khuê rất vui, phong ông làm Đông Bình công.
Khuê mệnh cho ông làm đô đốc đóng đồn làm ruộng ở Hà Bắc, tự Ngũ Nguyên đến bên ngoài địa giới Cố Dương, chia nhau cầy cấy, rất được lòng người.
Mộ Dung Bảo xâm phạm Ngũ Nguyên, Nghi giữ lấy Sóc Phương, cắt đứt đường về của hắn ta. Bình xong Tịnh Châu, Nghi công nhiều, dời sang làm Thượng thư lệnh.
Theo Thác Bạt Khuê vây Trung Sơn, sau khi đánh bại Mộ Dung Đức, Khuê lấy Chu thị, vợ của Mộ Dung Lân ban cho Nghi, cùng với tài sản của ông ta. Ông dời sang nhận chức Đô đốc trung ngoại chư quân sự, Tả thừa tướng, tiến phong Vệ vương. Sau khi hạ được Trung Sơn, lại sai Nghi đánh Nghiệp, lại chiếm được Nghiệp. Khuê sắp trở về Đại Đô, đặt chức Trung Sơn hành đài, chiếu Nghi làm Thượng thư lệnh để trấn thủ Trung Sơn, trông nom xa gần.
Khuê triệu Nghi về triều làm Thừa tướng để phụ chính. Ông lại theo Khuê chinh thảo dân tộc Cao Xa. Nghi đi đường riêng phá được biệt bộ của họ. Ông lại theo quân thảo phạt Diêu Bình, có công, được ban lụa, vải, bông (vải), bò, ngựa, dê…
Thác Bạt Đảo ra đời, Khuê rất vui, trong đêm triệu Nghi vào cung, hỏi: "Khanh nửa đêm được gọi vào cung, không thấy lạ và sợ hay sao?" Ông đáp: "Thần lấy lòng thành phụng sự bệ hạ, bệ hạ sáng suốt, thần cũng an lòng. Chợt nhận chiếu đêm, lạ thì có, sợ thì không!" Khuê nói Đảo mới ra đời, Nghi vái lạy rồi ca múa chúc mừng, sau đó đối ẩm đến khi trời sáng. Sau khi triệu quần thần vào, ban cho ông Ngự mã, Ngự đái (đai lưng), các thứ gấm lụa…
Người Thượng Cốc là Hầu Ngập, Trương Duyện, người Đại quận là Hứa Khiêm bấy giờ rất có tiếng tăm, học rộng biết nhiều. Buổi đầu đến Bắc Ngụy, nghe nói Nghi lấy lễ đãi hiền sĩ, đầu tiên đến xin bái phỏng. Nghi lấy lễ tiếp đãi, bàn việc đương thời, tay vẽ sông núi, phân biệt thành ấp, những chỗ được mất nguy hiểm, nhanh chóng đề cập đến. Bọn Hứa Khiêm thán phục, nói với nhau rằng: "Bình Nguyên công có đại tài thao lược hơn đời, đáng để bọn ta đi theo." Khuê thấy Nghi rất có tiếng tăm, càng trọng đãi ông, khi ấy thường ghé thăm phủ đệ, đối xử với ông theo lễ người nhà.

## Cậy sủng mưu phản, có tật giật mình
Nghi cậy công được sủng, bèn cùng Nghi Đô công Mục Sùng mưu phản, thu phục võ sĩ dò xét Thác Bạt Khuê, muốn làm việc bạn nghịch. Con Sùng là Toại ở trong đám võ sĩ, Khuê triệu anh ta đến, nói là có nhiệm vụ sai phái. Toại nghe triệu, chỉ sợ việc đã bị tiết lậu, trèo tường cáo giác. Khuê thấy bọn họ chưa để lộ gì, nên tạm bỏ qua.
Năm Thiên Tứ thứ 6 (409), trên trời có dị tượng, thầy bói nói đây là điềm có nghịch thần gây việc đầu rơi máu chảy, Khuê sợ lời ấy, giết rất nhiều công khanh, nhằm trấn yểm thiên tai này. Nội tâm của Nghi bất an, bèn 1 ngựa bỏ trốn. Khuê sai người đuổi theo bắt được, rồi ban chết, táng theo lễ thứ nhân.
Nghi có 15 con trai, Toản, Lương, Cán đều có truyện trong Ngụy thư.